# Trioníquids
Els trioníquids (Trionychidae) són una família de tortugues integrada per diversos gèneres coneguts com a tortugues de closca tova.

## Gèneres
Família Trionychidae
- Gènere Palaeotrionyx †

- Subfamília Cyclanorbinae
  - Gènere Cyclanorbis
  - Gènere Cycloderma
  - Gènere Lissemys

- Subfamília Trionychinae
  - Gènere Amyda
  - Gènere Apalone
  - Gènere Aspideretes
  - Gènere Chitra
  - Gènere Dogania
  - Gènere  Nilssonia
  - Gènere Palea
  - Gènere Pelochelys
  - Gènere Pelodiscus
  - Gènere Rafetus
  - Gènere Trionyx

## Galeria

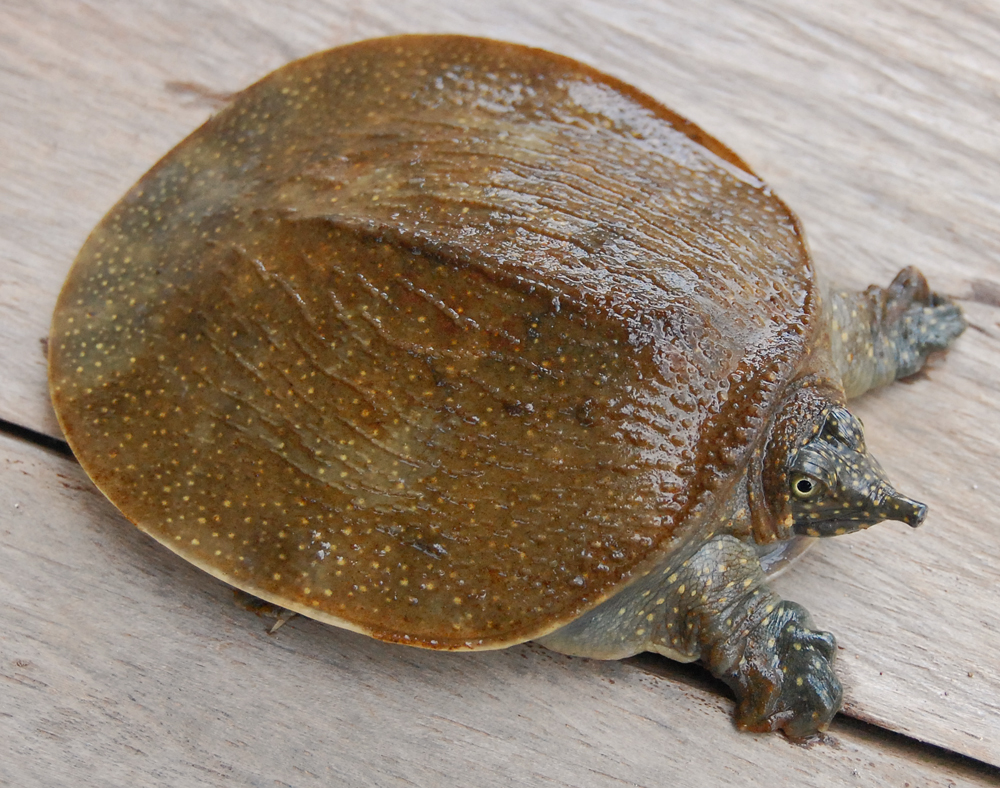
Amyda cartilaginea (jove)
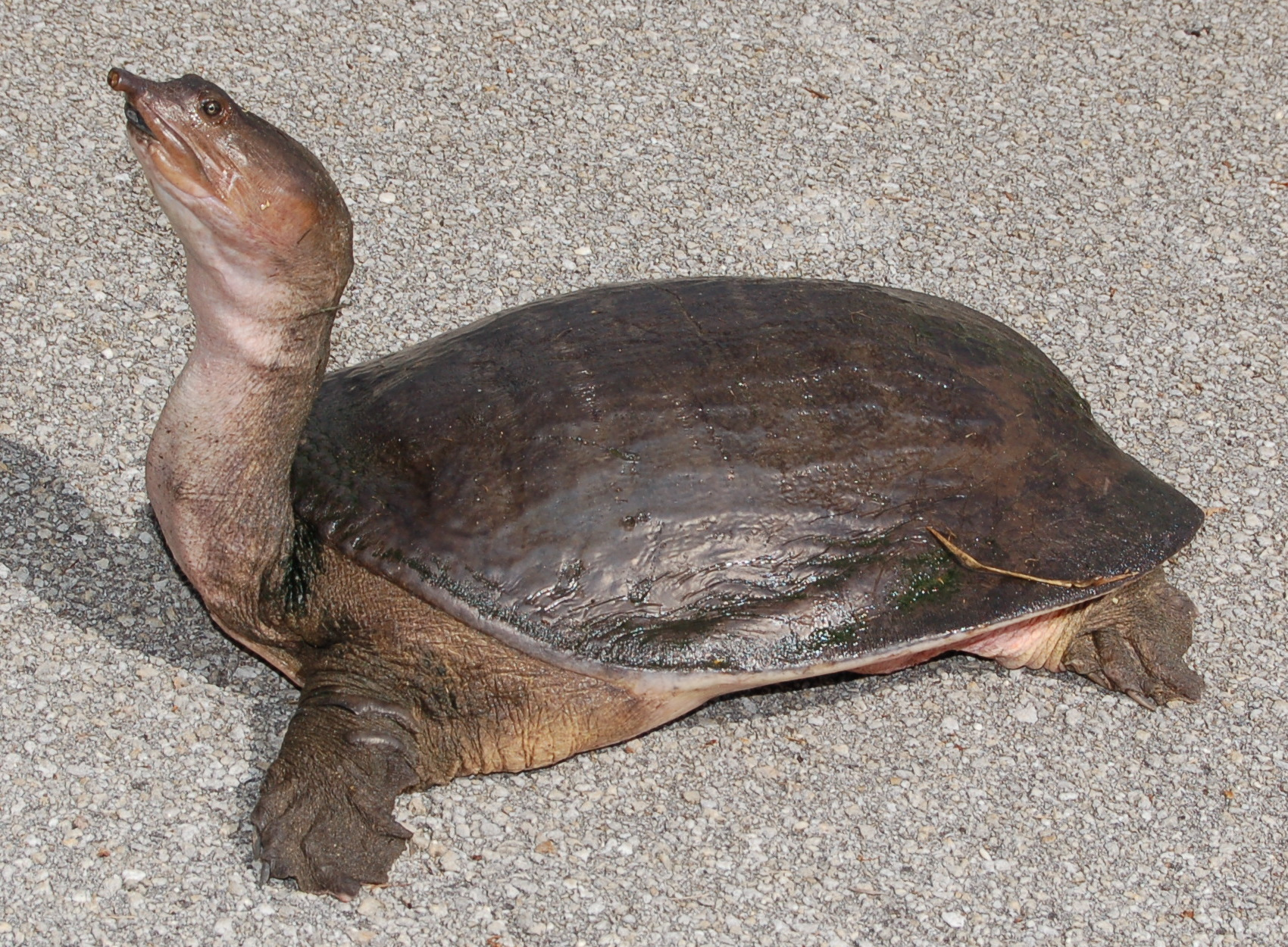
Apalone ferox
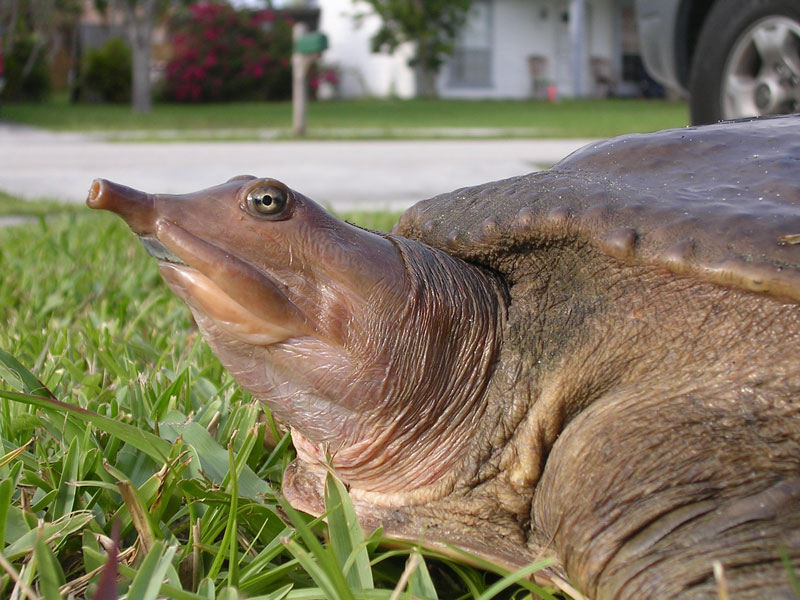
Apalone spinefera
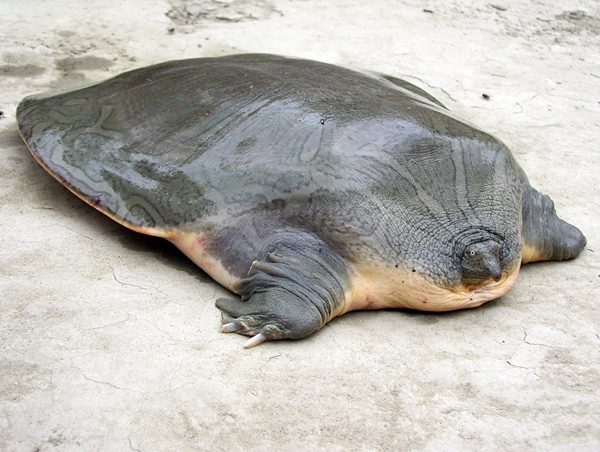
Chitra indica
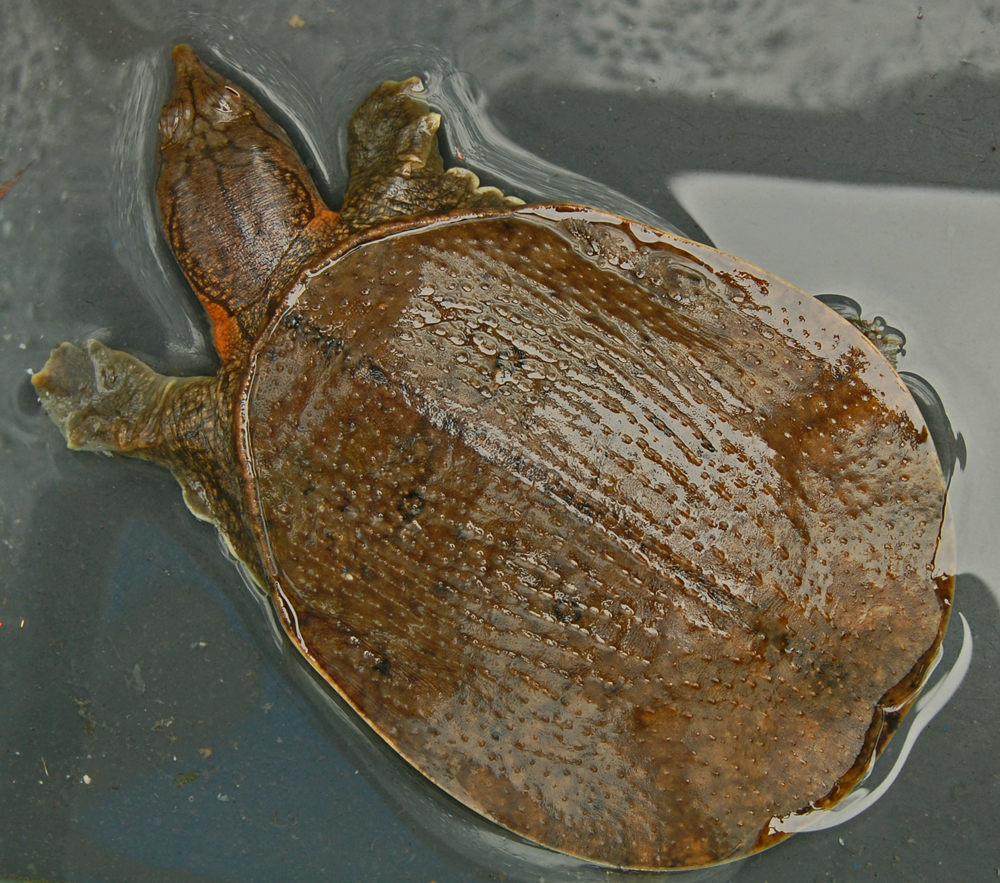
Dogania subplana
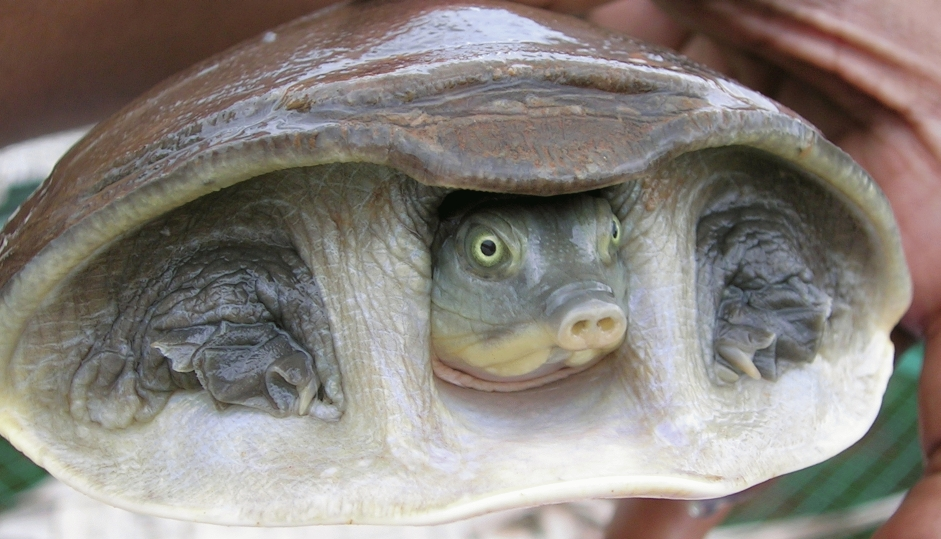
Lissemys punctata
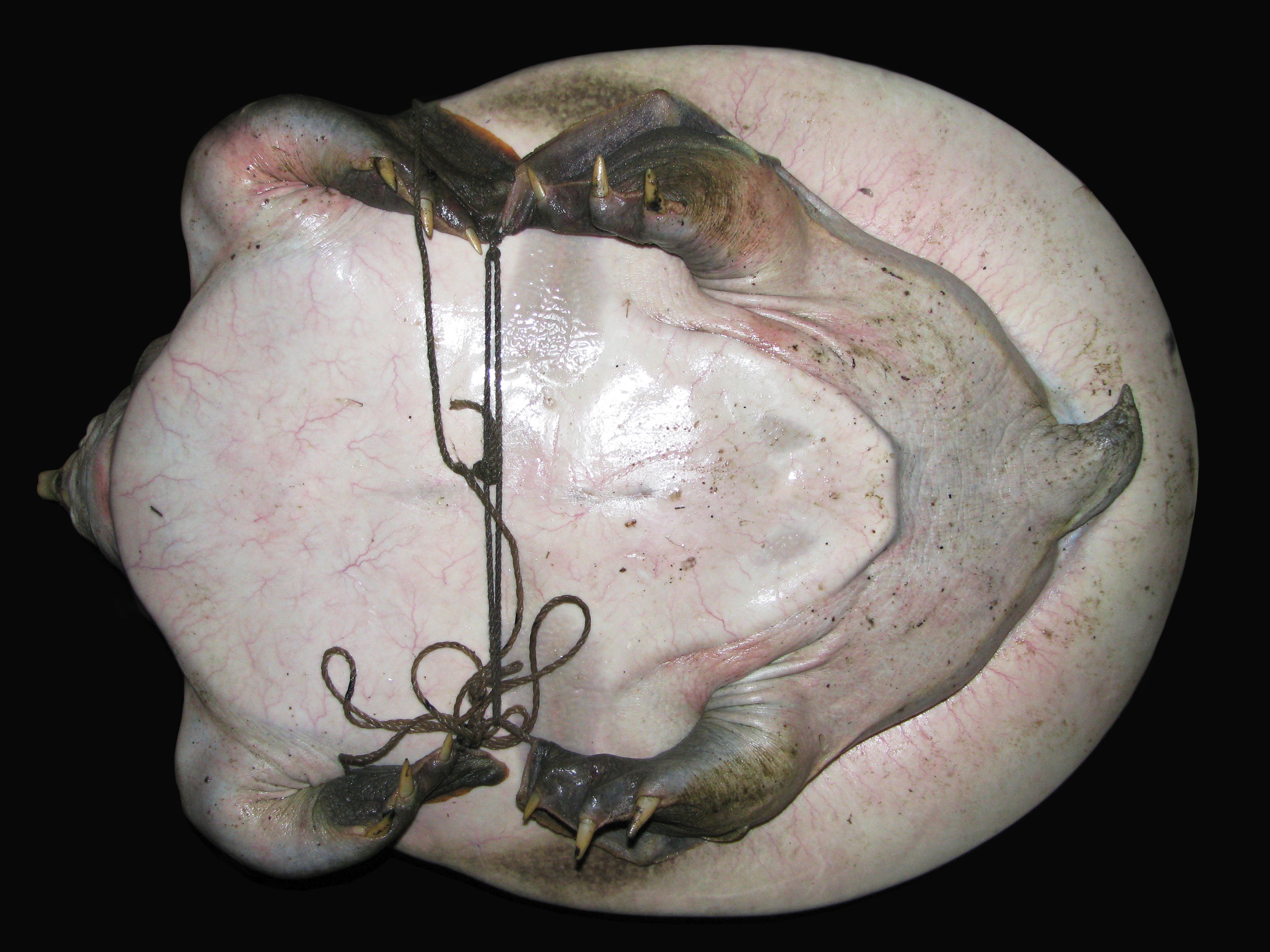
Nilssonia gangetica
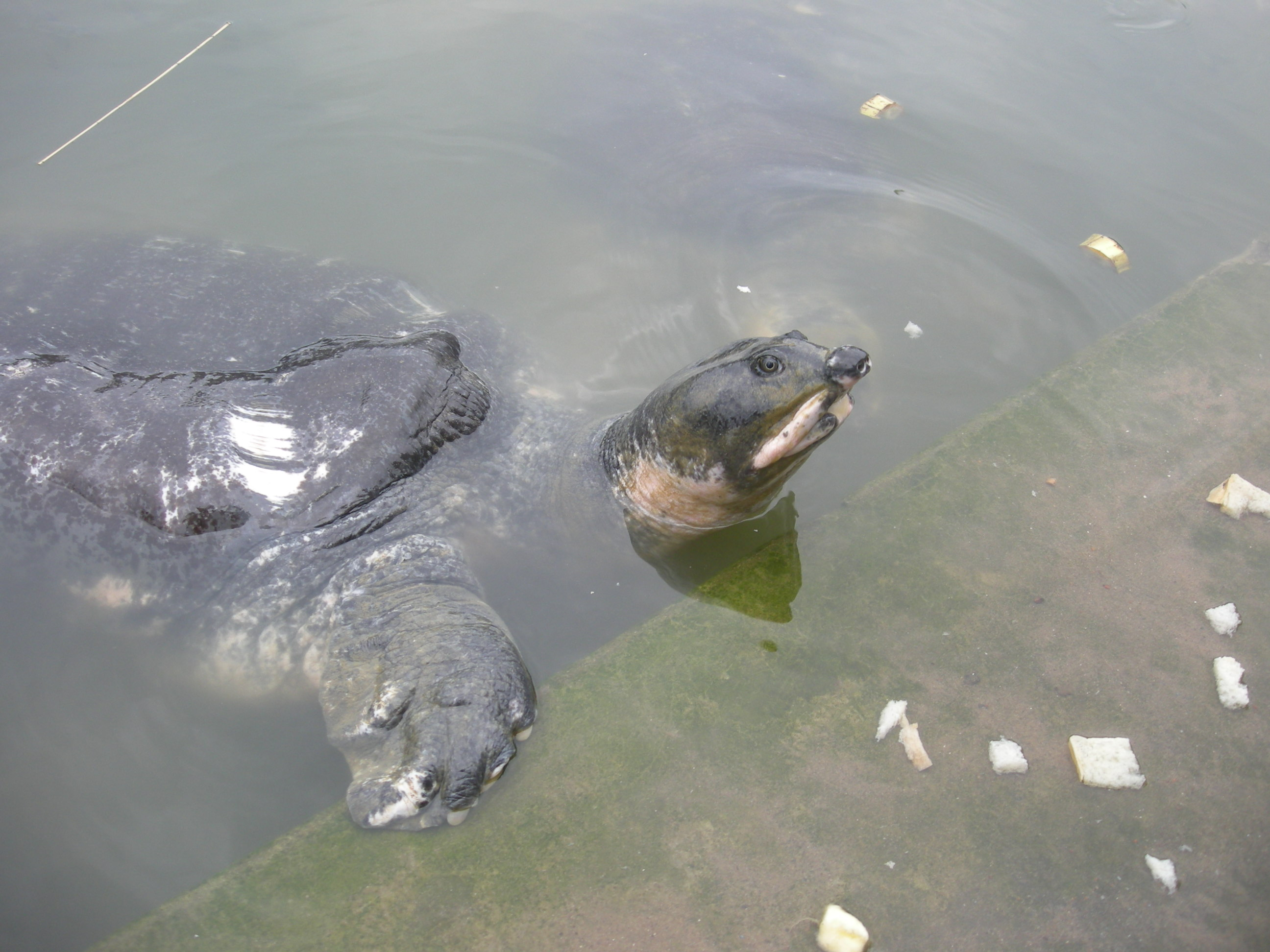
Nilssonia nigricans
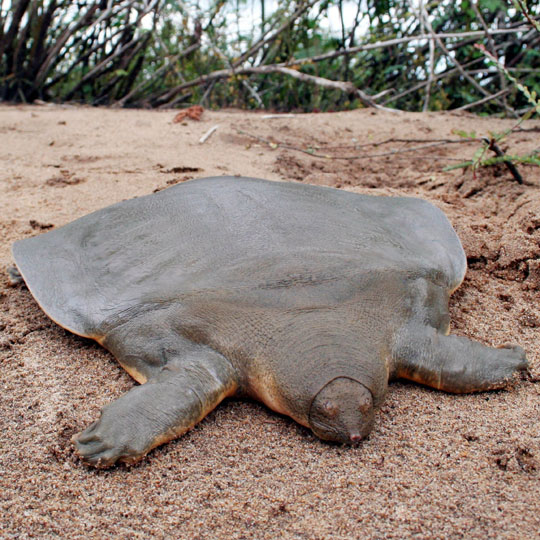
Pelochelys cantorii
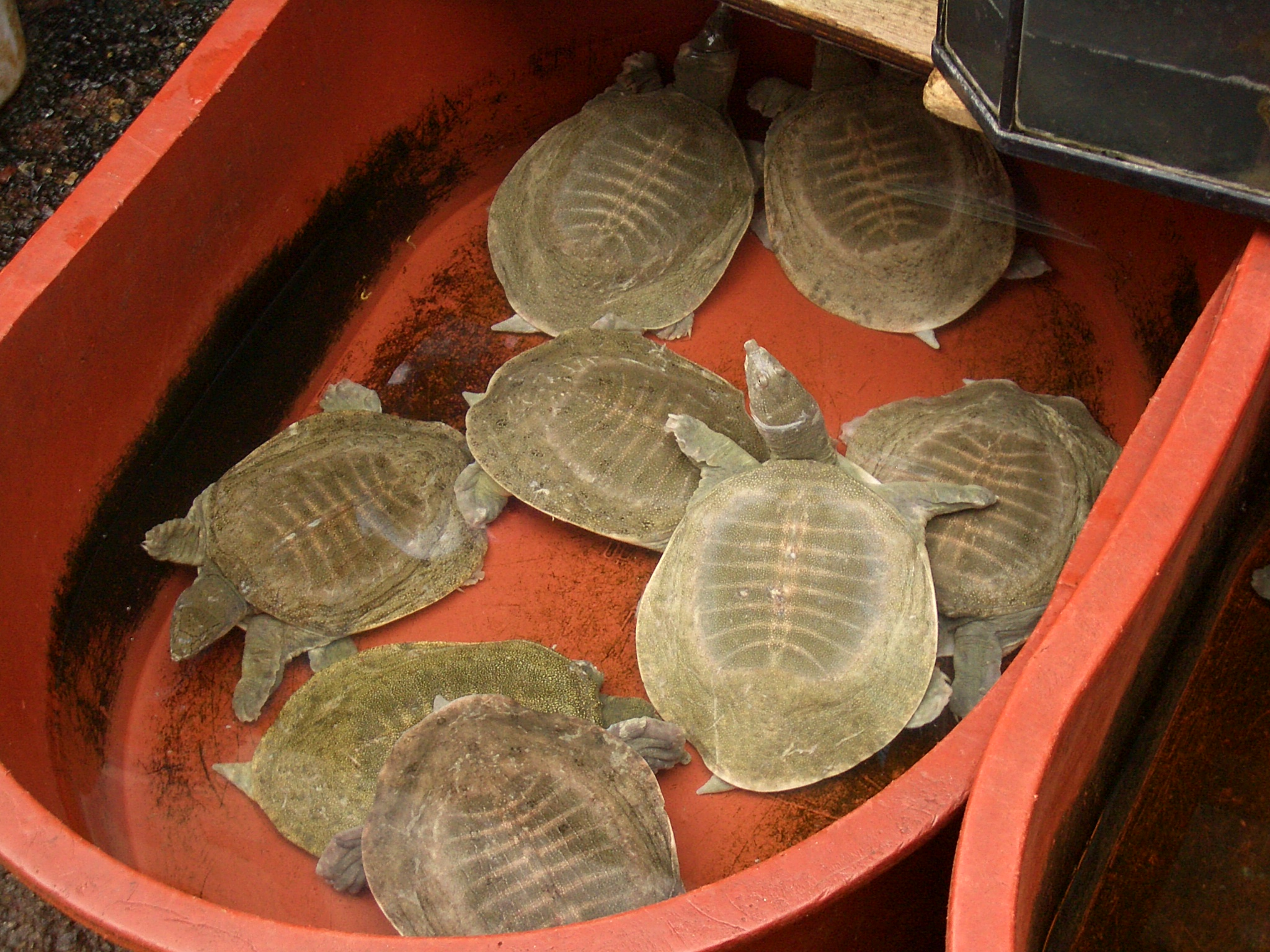
Pelodiscus sinensis en un mercat de Seül
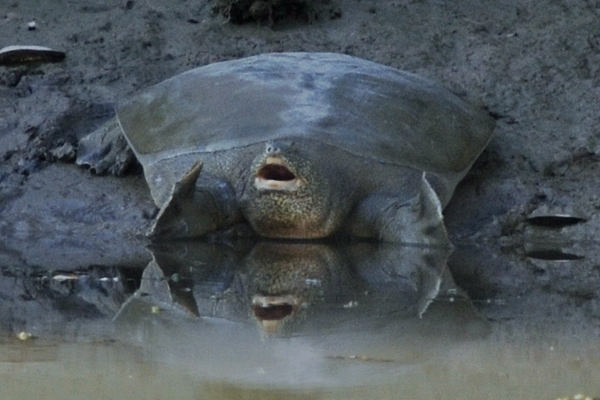
Rafetus euphraticus
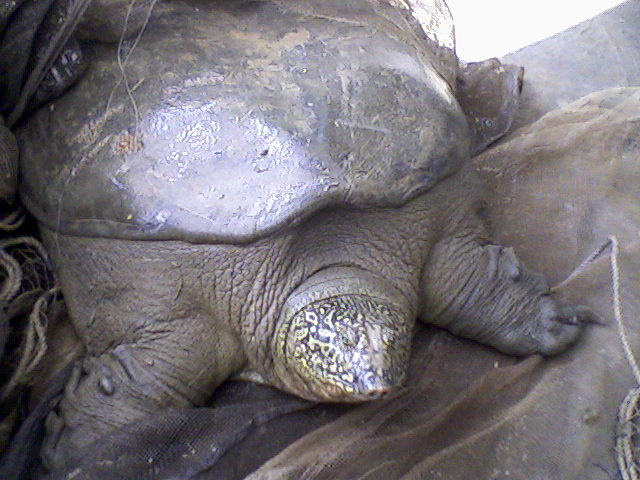
Rafetus swinhoei
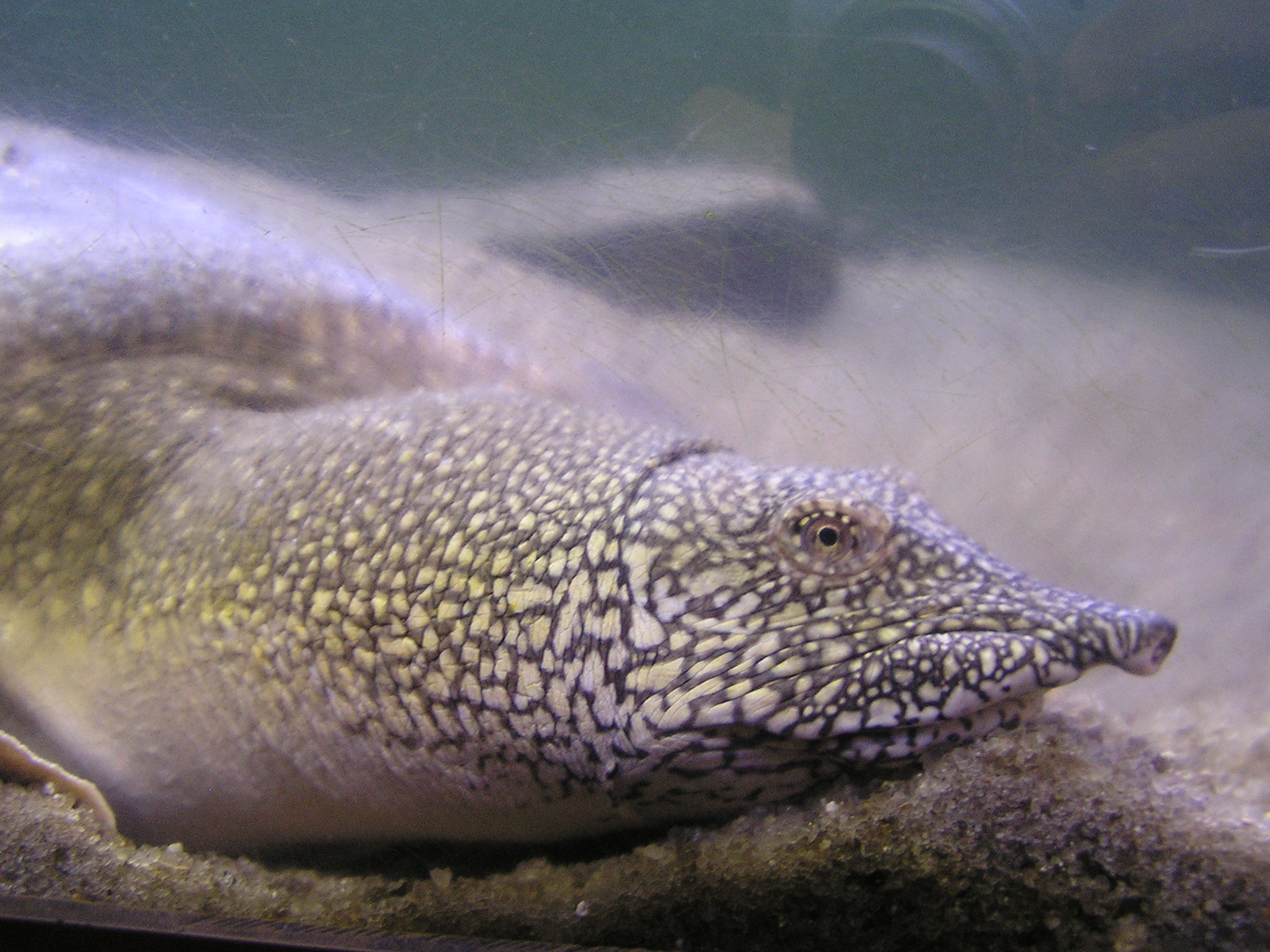
Trionyx triunguis